# Albert Doppagne
Albert Doppagne est un philologue, linguiste et folkloriste belge né le 29 juin 1912 à Huy et mort le 13 novembre 2003 à Corroy-le-Grand. Il enseigna à l'Université libre de Bruxelles et fut président de la section francophone de la Commission royale belge de folklore. Un prix littéraire portant son nom est attribué par la fondation Charles Plisnier. Ce prix récompense une étude ou un essai traitant de l'ethnologie, des traditions populaires, de la géographie humaine ou de la démographie et touchant à la Communauté française de Belgique.

## Biographie
L’Académie française lui décerne le prix de la langue-française en 1969 pour la Revue "Langue et Administration".

## Œuvres
- André Baillon, héros littéraire, Bruxelles et Paris, 1950.
- Les noms des personnes de Louette-Saint-Pierre, Bruxelles, 1953.
- Trois aspects du français contemporain, Paris, 1966.

- Prix Saintour de l’Académie française 1967.
- La ponctuation et l'art d'écrire (co-auteur avec Jean Brun), Baude, 1966.
- Belgicismes, Bruxelles, 1970.
- Chasse aux belgicismes, Bruxelles, 1971.

- Prix de la langue-française de l’Académie française 1972.
- Les grands feux, Gembloux, 1972.
- Atlas systématique de la Belgique romane, de la France wallonne et du grand-duché de Luxembourg, Bruxelles, 1974.
- Nouvelle chasse aux belgicismes, Bruxelles, 1974.

- Prix Saintour de l’Académie française 1975.
- Esprits et génies du terroir, Gembloux, 1977.
- Les Sarrasins en Wallonie, Gembloux, 1977.
- Le diable dans nos campagnes, Gembloux, 1978.
- Les régionalismes du français, Gembloux, 1978.
- Belgicismes de bon aloi, Bruxelles, 1979.
- Régionalismes lexicaux de Belgique : premier inventaire, Paris, 1979.
- Pour une écologie de la langue française, Bruxelles : Office du bon langage de la Fondation Charles Plisnier, 1980

- Prix Pol-Comiant de l’Académie française
- Majuscules, abréviations, symboles et sigles : pour une toilette parfaite du texte, 1re édition, 1979 ; 2e édition, 1991 ; 3e édition 1998, éd. Duculot, 96 pages,  (ISBN 2-8011-1121-X).

## Prix Sciences humaines et folklore Albert Doppagne
| Année | Lauréat              | Œuvre                                                                                               |
| ----- | -------------------- | --------------------------------------------------------------------------------------------------- |
| 1995  | Michel Francard      | Dictionnaire des parlers wallons du pays de Bastogne, Bruxelles, 1994.                              |
| 1998  | Marie-Guy Boutier    | Atlas linguistique de la Wallonie : le corps humain et les maladies, Liège, 1997.                   |
| 2001  | Jean-Jacques Gaziaux | Échos de la vie de Jodoigne.                                                                        |
| 2004  | Michel Revelard      | Le carnaval de Binche : une ville, des hommes, des traditions, Tournai, 2002.                       |
| 2007  | Yves Quairiaux       | L’image du flamand en Wallonie : essai d’analyse sociale et politique (1830-1914), Bruxelles, 2006. |
| 2010  | Bertrand Thibaut     | En marches : les escortes militaires en Entre-Sambre-et-Meuse, Bruxelles, 2010.                     |